# فاطمة البودي
فاطمة البودي أستاذة الكيمياء الحيوية. حصلت على بكالوريوس الكيمياء الحيوية من جامعة الإسكندرية 1977؛ والماجستير من جامعة عين شمس من نفس المجال عام  1984؛ والدكتوراه عام 1990. 
شاركت البودي في العديد من المؤتمرات والمحافل الثقافية في 2009، مثل معرض فرانكفورت الدولي للكتاب؛ ومعرض نيويورك الدولي للكتاب؛ ومعرض تورينو الدولي للكتاب؛ ومعرض لندن الدولي للكتاب. البدوي هي عضوة لجنة الثقافة العلمية بالمجلس الأعلى للثقافة؛ وعضوة اتحاد الناشرين المصريين والعرب والمستقلين.
أسست البودي دار العين للنشر والتوزيع عام 2000. وقد حصلت على المركز الخامس والستين في تقرير مجلة فوربس العربية لأقوى مائتي امرأة في مجال الأعمال عام2014.